# Oxyrrhynchium confervoideum
Oxyrrhynchium confervoideum är en bladmossart som beskrevs av Sim 1926. Oxyrrhynchium confervoideum ingår i släktet Oxyrrhynchium och familjen Brachytheciaceae. Inga underarter finns listade i Catalogue of Life.